# Iračko-kuvajtska granica
Granica Iraka i Kuvajta duga je 254 km, a proteže se od tromeđe sa Saudijskom Arabijom na zapadu do obale Perzijskog zaljeva na istoku.

## Opis
Granica započinje na zapadu, na saudijskoj točki u Wadi Al-Batinu, a zatim slijedi ovaj vadi dok teče sjeveroistočno. Granica zatim skreće prema istoku, slijedeći ravnu liniju od 32 km, lomi se, te slijedi još jednu ravnu liniju prema jugoistoku, dugu 26 km, završavajući na obali na spoju estuarija Khawr Abd Allah i Khor as Subije, nasuprot otoka Hajjam.

## Povijest
Povijesno gledano nije postojala jasno definirana granica u ovom dijelu Arapskog poluotoka; na početku 20. stoljeća Osmansko carstvo kontroliralo je ono što je danas Irak, a Britanija je kontrolirala Kuvajt kao protektorat. Britanija i Osmansko carstvo teoretski su podijelili svoja područja utjecaja putem takozvanih "Plavih" i "Ljubičastih linija" 1913. – 14., Kojima su Osmanlije priznale britanske potraživanja nad Kuvajtom, podijeljenim od osmanske Mezopotamije duž Wadi Al-Batina (takozvana "zelena linija", vidi kartu desno ).
Tijekom Prvog svjetskog rata i arapskog ustanka, podržanog od Britanije, uspjelo je ukloniti Osmanlije s većine Bliskog istoka. Kao rezultat tajnog anglo-francuskog sporazuma Sykes-Picot iz 1916. godine, Britanija je stekla kontrolu nad osmanskim vilajetima Mosula, Bagdada i Basre, koje je organizirala u Irački mandat 1920. godine. 1932. godine, godine kada je Irak stekao neovisnost, Britanija je potvrdila da će se granica između Iraka i Kuvajta protezati duž Wadi Al-Batina, kao i da su otoci Bubiyan i Warbah kuvajtski teritorij, iako su sjeverni ravnolinijski segmenti u blizini Safwana ostali neprecizno definirani.
Kuvajt je stekao neovisnost 1962. godine, iako je Irak isprva odbio priznati zemlju, tvrdeći da se radi o dijelu Iraka, no kasnije se povukao nakon demonstracije sile Britanije i Arapske lige u znak podrške Kuvajtu. Ugovor o prijateljstvu potpisan je 1963. godine kojim je Irak priznao granicu iz 1932. godine. Unatoč tome, tijekom narednog desetljeća Irak je često postavljao pitanje pristupa moru i polaganja prava na Kuvajt, ponajviše tijekom sukoba na granici 1973.
U kolovozu 1990., Irak je napao i anektirao Kuvajt. Oko pola godine kasnije, međunarodna vojna koalicija na čelu sa SAD-om počinje Zaljevski rat kojim je Kuvajtu vraćen suverenitet. U srpnju 1992. pitanje demarkacije granice proslijeđeno je Ujedinjenim narodima, koji su točno mapirali granicu, a zatim je razgraničili na terenu, slijedeći liniju iz 1932. uz neke male prilagodbe. Granicu je prihvatio Kuvajt, ali ne i Irak. Promatračka misija Ujedinjenih naroda Irak i Kuvajt nadzirala je granicu u razdoblju 1991. – 2003. Odnosi dviju država poboljšali su se od pada Sadama Husseina 2003. godine.

### Barijera
Iračko-kuvajtska barijera (ar. حدود العراق-الكويت, Hudud al-'Irāq-al-Kuwayt) je 190 km duga granična barijera koja se proteže 9.7 km u Irak, 4.8 km u Kuvajt i preko cijele dužine njihove međusobne granice od Saudijske Arabije do Perzijskog zaljeva. Izgrađeno po odobrenju Vijeća sigurnosti Ujedinjenih naroda, svrha mu je bila zaustaviti ponovnu invaziju Iraka na Kuvajt. 
Granična barijera izrađena je od elektrificirane ograde i bodljikave žice, s obje strane okružena rovovima širine i dubine po 4.6 m. Rovove čuva na stotine vojnika iza 3-metarskog zemljanog nasipa, a opskrbljeni su s ophodnim brodovima (na mjestu gdje granica izlazi u Perzijski zaljev) i helikopterima. 
U siječnju 2004. Kuvajt je odlučio instalirati novu željeznu barijeru uz granicu, dugu 217 km. Procijenjeno je da je barijera koštala 28 milijuna dolara. Pored toga, uz cijelu dužinu granice; su izgrađene asfaltirane ceste kako bi se olakšalo kretanje sigurnosnih snaga uz granicu.

## Naselja u blizini granice
- Safwan
- Umm Qasr